# Schwarze Pyramide (Antarktika)
Die Schwarze Pyramide ist einer der Outback-Nunatakker im ostantarktischen Viktorialand. Er ragt 2100 m hoch unmittelbar nördlich des Mount Chadwick aus den Eismassen am Rand des nördlichen Polarplateaus auf.
Wissenschaftler der deutschen Expedition GANOVEX IV (1984–1985) benannten ihn deskriptiv.